# Fétigny (Jura)
Pour les articles homonymes, voir Fétigny.
Fétigny est une ancienne commune française située dans le département du Jura, en région Bourgogne-Franche-Comté.
Le 1er janvier 2017, elle fusionne avec Chatonnay, Légna et Savigna pour former la commune nouvelle de Valzin en Petite Montagne.

## Histoire
Selon Gilbert Cousin, Fétigny était réputé au milieu du XVIe siècle pour la fabrication de draps, de bonnets et de capuchons.

### Héraldique
|  | Les armes de la commune se blasonnent ainsi : De gueules aux trois chevrons d'or. |

## Politique et administration
| Période    | Période   | Identité         | Étiquette | Qualité  |
| ---------- | --------- | ---------------- | --------- | -------- |
| avant 1988 | ?         | Jean Deprez      |           |          |
| mars 2001  | mars 2008 | Jean Troupel     |           |          |
| mars 2008  | En cours  | Gérard Charrière | SE        | Retraité |

## Démographie
L'évolution du nombre d'habitants est connue à travers les recensements de la population effectués dans la commune depuis 1793. À partir du 1er janvier 2009, les populations légales des communes sont publiées annuellement dans le cadre d'un recensement qui repose désormais sur une collecte d'information annuelle, concernant successivement tous les territoires communaux au cours d'une période de cinq ans. 
Pour les communes de moins de 10 000 habitants, une enquête de recensement portant sur toute la population est réalisée tous les cinq ans, les populations légales des années intermédiaires étant quant à elles estimées par interpolation ou extrapolation. Pour la commune, le premier recensement exhaustif entrant dans le cadre du nouveau dispositif a été réalisé en 2005,.
En 2014, la commune comptait 85 habitants, en évolution de −12,37 % par rapport à 2009 (Jura : −0,23 %, France hors Mayotte : +2,49 %).
| 1793 | 1800 | 1806 | 1821 | 1831 | 1836 | 1841 | 1846 | 1851 |
| ---- | ---- | ---- | ---- | ---- | ---- | ---- | ---- | ---- |
| 261  | 279  | 294  | 270  | 265  | 248  | 260  | 235  | 250  |

| 1856 | 1861 | 1866 | 1872 | 1876 | 1881 | 1886 | 1891 | 1896 |
| ---- | ---- | ---- | ---- | ---- | ---- | ---- | ---- | ---- |
| 225  | 193  | 196  | 218  | 200  | 203  | 210  | 191  | 176  |

| 1901 | 1906 | 1911 | 1921 | 1926 | 1931 | 1936 | 1946 | 1954 |
| ---- | ---- | ---- | ---- | ---- | ---- | ---- | ---- | ---- |
| 164  | 136  | 114  | 110  | 117  | 112  | 104  | 98   | 98   |

| 1962 | 1968 | 1975 | 1982 | 1990 | 1999 | 2005 | 2010 | 2014 |
| ---- | ---- | ---- | ---- | ---- | ---- | ---- | ---- | ---- |
| 101  | 107  | 81   | 62   | 62   | 77   | 90   | 99   | 85   |

## Lieux et monuments
- Église Saint-Aubin (XVe-XVIe s), inscrite au titre des monuments historiques depuis 1998[8].